# Mazatán, Veracruz
Mazatán är en ort i Mexiko.   Den ligger i kommunen Santiago Tuxtla och delstaten Veracruz, i den sydöstra delen av landet, 400 km öster om huvudstaden Mexico City. Mazatán ligger 49 meter över havet och antalet invånare är 273.
Terrängen runt Mazatán är huvudsakligen platt, men norrut är den kuperad. Runt Mazatán är det ganska tätbefolkat, med 111 invånare per kvadratkilometer. Närmaste större samhälle är San Andres Tuxtla, 16,5 km nordost om Mazatán. Omgivningarna runt Mazatán är en mosaik av jordbruksmark och naturlig växtlighet.